# Vij (film 2014)
Vij - La maschera del demonio è un film del 2014 diretto da Oleg Stepčenko, liberamente ispirato al racconto di Nikolaj Vasil'evič Gogol' e reboot dell'omonimo film datato 1967.

## Trama
In Gran Bretagna, nel 1701, il cartografo e seduttore Jonathan Green abbandona i suoi doveri matrimoniali per spirito di avventura e scoperta, recandosi sui Monti Carpazi. Viaggiando si imbatte in un villaggio cosacco, che scopre essere infestato da un demone chiamato Vij, che periodicamente uccide membri della popolazione locale; Jonathan, con la sua brillante conoscenza delle arti magiche e scientifiche, dovrà fermarlo.

## Sequel
Nel 2019 è uscito Vij 2, distribuito in Italia come Iron Mask - La leggenda del dragone, che ripercorre le avventure di Jonathan Green, questa volta in Cina, per scongiurare un complotto contro Pietro il Grande di Russia.